# Lo pi de Formentor
El pi de Formentor és un dels poemes més característics i coneguts de Miquel Costa i Llobera i un dels poemes més representatius de l'Escola Mallorquina. És considerat tècnicament com la culminació de la poesia romàntica en català.

## Història
Miquel Costa i Llobera va escriure el poema l'any 1875, durant la seva primera etapa de producció. El poema inicialment duia el títol «El pi de ribera», Costa el va dedicar «Al seu cosí i amic estimadíssim Pere Llobera. Electus ut cedri», amb qui navegant en la seva balandra pel cap de Formentor, en un clap de l'arbreda en el pinar de les Arenes, Costa li va mostrar un pi enorme, a Pedra Alta, mirant a tramuntana; el pi ja és desaparegut.
Per compondre'l s'inspirà en els paisatges i visions feréstegues dels pins arrelats en els penya-segats de la península de Formentor (Mallorca), en una extensa propietat familiar. Costa i Llobera freqüentà aquells paisatges des de molt jove, que li serviren d'inspiració per a bona part de la seva obra.

## Mètrica i versos
El poema es troba estructurat en 40 versos alexandrins amb cesura a la sisena síl·laba (12 síl·labes mètriques) i la rima és consonant.
El seu inici és cèlebre:
| « | Mon cor estima un arbre! Més vell que l'olivera, més poderós que el roure, més verd que el taronger; conserva de ses fulles l'eterna primavera, i lluita amb les ventades que assalten la ribera, com un gegant guerrer. | » |

## Comentari
L'autor, a la primera estrofa, descriu un arbre tot admirant-lo, i en fa una descripció, del qual tracta el poema; a la segona, ens diu que l'arbre no pot veure qui està enamorat d'ell, i que Déu l'ha posat en el lloc més alt on té i troba tota l'aigua que necessita. També es fa una descripció, però en aquest cas no del pi, sinó del lloc on està situat; a la tercera estrofa ens diu que durant el transcurs del dia passen diferents ocells volant a prop seu, també trobem la sortida del sol, etc. que fa moure les seves fulles situades a les branques. A la quarta ens explica que té molts anys de vida, i per sobreviure només necessita allò que li ofereix la mare naturalesa. En la cinquena i sisena, el poeta dona atributs divins (de perfecció) a l'arbre. Posa a l'arbre com a ésser dominant del paisatge, on esmenta que les muntanyes on està situat, estan plenes d'arbres.

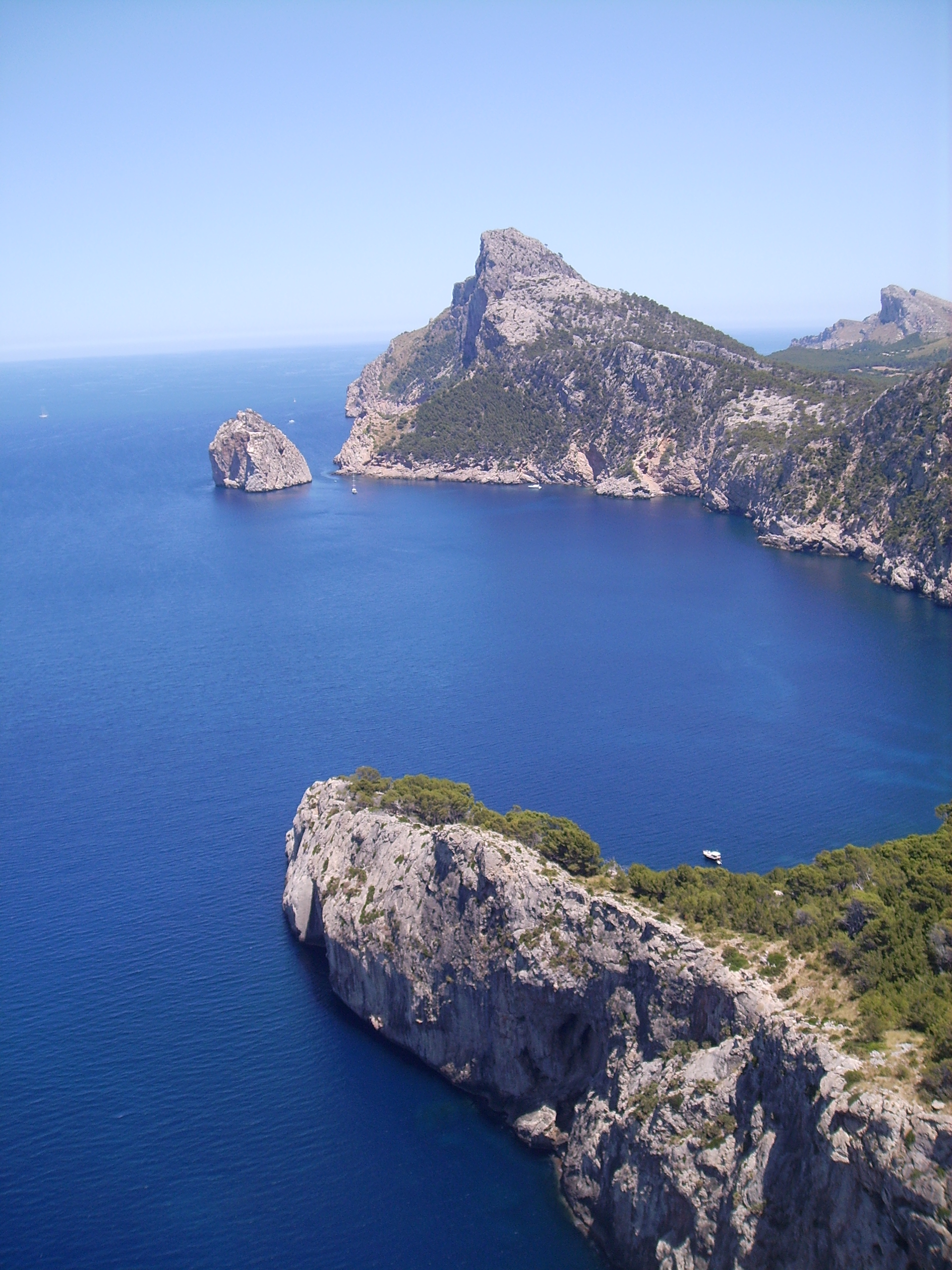
Formentor

A les dues últimes estrofes, l'autor declara la seva admiració i a la vegada enveja que sent envers l'arbre.
Miquel Costa i Llobera ens expressa la perfecció que té aquest arbre, i que només necessita allò que té, el descriu com un heroi, un vividor que ho observa tot, des dels ocells que passen pel seu voltant, fins a la llum de l'alba.
És clar que és una oda a un pi estimat. El personifica: diu que és lluitador (per viure), lliure, realment bell. És un pi que ha viscut tot tipus d'inclemències del temps, i així i tot, és tan fort que ho aguanta tot. La simbologia de l'arbre apareix de manera constant i de forma reiterada en la poesia de Miquel Costa i Llobera.
L'arbre és un símbol recurrent que adopta valors diferents, on l'autor el personifica i l'elogia.